# آلان مادلين
آلان مادلين (بالفرنسية: Alain Madelin)، هو سياسي فرنسي وُلد في 26 مارس 1946 في الدائرة الثانية عشرة في باريس.
إنخرط في حركات اليمين المتطرف في سن السادسة عشرة، وكان أحد مؤسسي مجموعة Occident النيوفاشية والمعادية للشيوعية. بعد أحداث مايو 68، إنضمَ إلى صفوف الاتحاد الوطني للجمهوريين المستقلين بقيادة فاليري جيسكار ديستان، وكان جزءًا من القيادة العامة لحملته الانتخابية الرئاسية لعام 1974. بعد ذلك، تولى قيادة الحزب، الذي أعيد تسميته بالحزب الجمهوري في عام 1977.
في عام 1978، أصبح نائبًا للأغلبية في الدائرة الرابعة لإيل وفيلان ونائب رئيس المجلس الإقليمي لبرطانية. شغل منصب وزير الصناعة والبريد والاتصالات والسياحة من 1986 إلى 1988، ثم وزير المؤسسات والتنمية الاقتصادية من 1993 إلى 1995. حين إنتخاب جاك شيراك شغل منصب وزير الاقتصاد والمالية لبضعة أشهر.
في عام 1997 حوّلَ الحزب الجمهوري إلى حزب الديمقراطية الليبرالية، تَرشّحَ للانتخابات الرئاسية في عام 2002 وحصل على 3.91٪ من الأصوات.